# 吴景晖
吳景暉（？—527年）南齊東昏侯蕭寶卷的妃子，也是梁武帝蕭衍的妃子，兩朝皇子蕭綜的母親。有美色。
吳景暉在南齊宮中時候封為美人，略有寵幸，蕭寶卷被殺時，她已經有身孕，匿而不言，蕭衍見她頗有姿色，便納為妾，七個月後生下蕭綜。蕭衍把蕭綜當成自己的次子撫育，并在正位後封她為淑媛，蕭綜為豫章郡王。萧综长大後经常梦见一个肥壮少年提着自己的脑袋看着他，吳景暉亦因渐渐年老色衰被蕭衍冷落而心懷不滿，就說出了蕭綜的身世，但叮囑他絕不可洩漏，以保富貴。蕭衍中年之後潛心修行，吳景暉則隨兒子一起前往封地，時常虐待媳婦袁氏，并干涉兒子不許他和媳婦同宿。
525年，蕭綜借監軍之機丟下了吳景暉，出逃北魏与叔父蕭寶寅會合，改名蕭赞，恢復了南齊皇子的身份。蕭衍大驚之下，把吳景暉貶為庶人。後來又曾命吳景暉收拾蕭綜小時候的衣服寄去北魏，試圖令蕭綜回心轉意，但未成功。過了一段時候，蕭衍赦免了吳景暉。但不久吳景暉就中毒而死（原因不明）。蕭衍下詔恢復她的位號，追諡為“敬”。